# ギー・ド・リュジニャン
ギー・ド・リュジニャン（Guy de Lusignan、1159年 - 1194年）は、フランスの騎士。エルサレム女王シビーユと結婚し、エルサレム国王となるが、ハッティンの戦いでサラディンに敗れ、エルサレム陥落を導くことになる。

## 生涯
ギーはポワティエのリュジニャン伯ユーグ8世の息子だったが、1168年に彼ら兄弟はソールズベリー伯と争い、当時アキテーヌ公代理だったリシャール（後のリチャード獅子心王）に追放された。ギーは兄のエメリーと共に1170年代にエルサレムへ行き、ボードゥアン4世とシビーユの母アニェス（ヤッファ伯）の元へ身を寄せた。アニェスはトリポリ伯レーモン3世との勢力争いにおいて、最初の夫を亡くしているシビーユの後ろ盾を必要としており、1180年にギーとシビーユは結婚した。1182年にボードゥアン4世の摂政となるが、イスラム勢力との勢力均衡を望む貴族たちと対立し、同様の境遇である元アンティオキア公ルノー・ド・シャティヨンや新着の十字軍士と組んで、サラディンとの対立を強めた。このため、ボードゥアン4世と貴族たちはシビーユとギーを離婚させようとしたが、シビーユは離婚を望まなかった。
1185年にボードゥアン4世が亡くなると、ボードゥアン5世が王位を継ぐが、まもなく亡くなった。シビーユは女王になるに及んでギーとの離婚を要求されるが、これを拒否し、ギーは共同統治王となる。トリポリ伯レーモン3世の反対を押し切り、サラディンとの戦いを始め、1187年のハッティンの戦いで大敗し、自らも捕虜となった。共に捕らえられたルノー・ド・シャティヨンは殺されたが、ギーの命は助けられ、1188年に解放された。しかし、すでにエルサレムは陥落し、モンフェラート侯コンラードの守るティール等のわずかな地域を残すのみであった。
1190年にシビーユが亡くなると、エルサレム王国貴族はイザベルを女王にするが、ギーは王位の放棄を承知しなかった。エルサレム陥落に衝撃を受け、第3回十字軍がやってくると、ギーは旧主であるリチャード1世の旗下に参じた。フランス王フィリップ2世はイザベルとその夫モンフェラート侯コンラードの王位を支持したが、ギーはリチャードの支持を受けて1192年まで王位を主張する。1192年にコンラードは暗殺されたが、これはリチャードかギーが暗殺教団に依頼したものだと噂が立った。しかし、シャンパーニュ伯アンリ（リチャードの甥）がイザベルの夫となると、リチャードもこれを支持したため、ギーはキプロスを受け取り、王位を放棄した。
1194年にギーは亡くなった。兄のエメリーがキプロスを受け継ぎ、以降リュジニャン王家によるキプロス王国が続くことになる。

## ギー・ド・リュジニャンが登場する映画
- キングダム・オブ・ヘブン（オーランド・ブルーム／2005年）
ギー役はマートン・チョーカシュ。エルサレム王国時代、ルノー・ド・シャティヨンと組んで数々の悪事を働く様子が描かれている。